# Kurt Koffka
Kurt Koffka (ur. 18 marca 1886 w Berlinie, zm. 22 listopada 1941 w Northampton) – niemiecki psycholog, uczeń Carla Stumpfa.

## Życiorys
W 1909 roku uzyskał tytuł doktora. Oprócz studiów w Berlinie kształcił się także przez jeden rok na Uniwersytecie Edynburskim w Szkocji. Tam uzyskał biegłość w języku angielskim, która później pomogła mu w spopularyzownaiu psychologii Gestalt poza granicami Niemiec. Pracował na Uniwersytecie we Frankfurcie. Niedługo po podjęciu pracy na tym uniwersytecie pojawiła się nowa propozycja pracy na Uniwersytecie w Gießen, czterdzieści mil od Frankfurtu, gdzie pozostał do 1924 roku. Wyjechał do Stanów Zjednoczonych, gdzie wizytował na uniwersytetach Cornell oraz Wisconsin-Madison. Ostatecznie w 1927 roku przyjął stanowisko w Smith College w Northampton w Massachusetts, gdzie pozostał aż do śmierci w 1941 roku.